# Пожежа

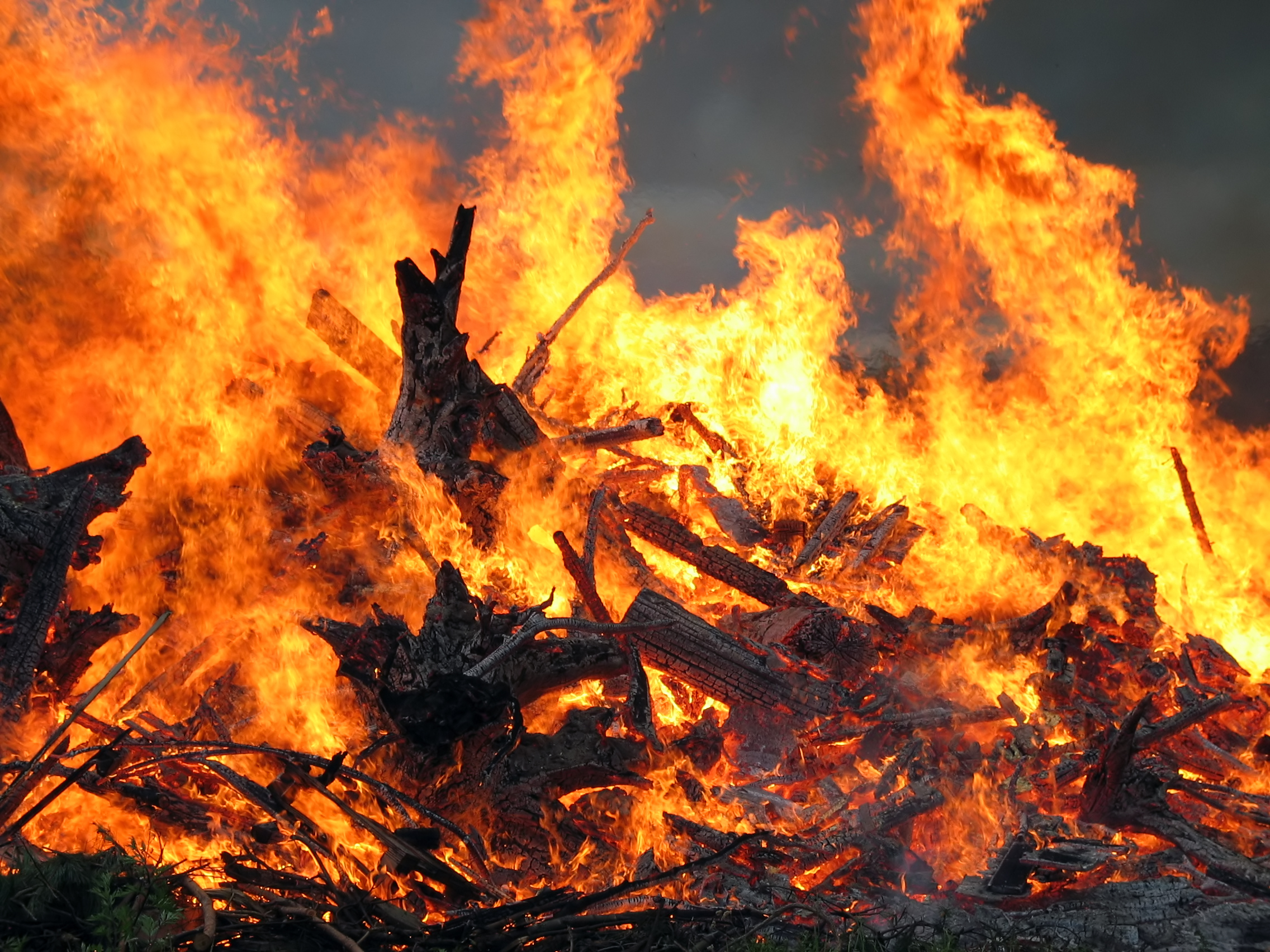
Пожежа на фестивалі в Мянтсяля (Фінляндія)

Поже́жа, також пожа́р, — неконтрольоване горіння поза спеціальним вогнищем, що розповсюджується в часі і просторі. Знищує матеріальні цінності, створює загрозу для життя людей, тварин, негативно впливає на навколишнє природне середовище. Спричинюється в основному необережним поводженням з вогнем, порушенням правил і норм експлуатації електричних приладів та виробничого устаткування, самозайманням матеріалів (речовин), природними чинниками (блискавки, вулканічна активність, самозаймання рослинних залишків у посушливих умовах тощо). Також пожежа може бути спричинена навмисно, по злочинному наміру. 

## Види та зони пожеж
Є пожежі зовнішні (відкриті), наприклад степові, лісові, нафтових і газових фонтанів, і внутрішні (закриті), наприклад на шахтах.
В кожному просторі, охопленому пожежею, умовно розрізняють зони: активного горіння (осередок пожежі), теплового впливу й задимлення.
У зоні активного горіння матеріали взаємодіють переважно з киснем атмосферного повітря, відбувається тління, спостерігається полум'я, виділяються тепло і дим. Спалимі конструкції і матеріали під впливом тепла нагріваються і займаються, а неспалимі деформуються. Найбільші температури в цій зоні характерні для зовнішньої пожежі і становлять в середньому 1000…1250 °C (тверді матеріали), 1100…1300°С (рідини) і 1200…1350°С (горючі гази).
Зону активного горіння оточує інша зона — зона теплового впливу, де температура нижча (приблизно на 60…80°С), та все ж небезпечна для навколишніх об'єктів і людей.
Продукти згорання (дим), які виділяються під час пожежі, утворюють зону задимлення. Чимало з них відзначаються підвищеною токсичністю, особливо при горінні полімерів.

## Класи пожежі
- A — горіння твердих речовин
  - А1 — горіння, яке супроводжується тлінням
  - А2 — яке не супроводжується тлінням;
- B — горіння рідких речовин
  - В1— які розчинні у воді
  - В2 — нерозчинні у воді;
- C — горіння газоподібних речовин (побутовий газ, водень, пропан);
- D — горіння металів
  - D1 — легкі метали
  - D2 — лужні і лужноземельні метали
  - D3 — металомісткі  сполуки
- E — горіння електроустановок, що перебувають під напругою ел. струму.

Проте, нещодавно в Україні введено в дію ДСТУ EN 2:2014 «Класифікація пожеж», відповідно до якого поняття підкласів пожеж (А1…D3) уже не застосовується, з переліку також виключено клас E (горіння електроустановок, що перебувають під напругою ел. струму.), а натомість введено клас F — горіння речовин, які використовують для приготування їжі (рослинних і тваринних олій та жирів) та які містяться в кухонних приладах.

## Захист від пожеж
- Обвалування (на відкритих об'єктах)
- Вогнезахисні екрани; застосування неспалимих або важкоспалимих конструкцій з регламентованою межею вогнестійкості.

## Показники пожежовибухонебезпеки речовин і матеріалів
Пожежовибухонебезпека речовин та матеріалів — це сукупність властивостей, які характеризують їх схильність до виникнення й поширення горіння, особливості горіння і здатність піддаватись гасінню загорянь. За цими показниками виділяють три групи горючості матеріалів і речовин: негорючі, важкогорючі та горючі.
Негорючі (неспалимі) — речовини та матеріали, нездатні до горіння чи обвуглювання у повітрі під впливом вогню або високої температури. Це матеріали мінерального походження та виготовлені на їх основі матеріали — червона цегла, силікатна цегла, бетон, камінь, азбест, мінеральна вата, азбестовий цемент та інші матеріали, а також більшість металів. При цьому негорючі речовини можуть бути пожежонебезпечними, наприклад, речовини, що виділяють горючі продукти при взаємодії з водою.
Важкогорючі (важко спалимі) — речовини та матеріали, що здатні спалахувати, тліти чи обвуглюватись у повітрі від джерела запалювання, але нездатні самостійно горіти чи обвуглюватись після його видалення (матеріали, що містять спалимі та неспалимі компоненти, наприклад, деревина при глибокому просочуванні антипіренами, фіброліт і т. ін.);
Горючі (спалимі) — речовини та матеріали, що здатні самозайматися, а також спалахувати, тліти чи обвуглюватися від джерела запалювання та самостійно горіти після його видалення. Своєю чергою, у групі горючих речовин та матеріалів виділяють легкозаймисті речовини та матеріали — це речовини та матеріали, що здатні займатися від короткочасної (до ЗО с) дії джерела запалювання низької енергії.

## Локалізація пожеж
Локалізація — це стадія пожежогасіння, на якій обмежено розповсюдження полум'я та створено умови для її повної ліквідації (створено достатній запас паливно-мастильних матеріалів, вогнегасних речовин, людських ресурсів тощо). Локалізація й гасіння пожеж проводяться задля збереження матеріальних цінностей держави й окремих громадян, тварин та організацій протипожежними формуваннями ЗС, ЦО, Міністерства внутрішніх справ, Міністерства з надзвичайних ситуацій, Міністерства охорони навколишнього середовища із залученням до цих робіт працівників, службовців і населення, що проживає поблизу осередку надзвичайної ситуації.
Для локалізації пожежі, створюються протипожежні смуги одночасно на кількох ділянках шириною 6—8 м. При наявності часу протипожежні смуги поширюються до 20—40 м перед фронтом і до 8—10 м на флангах і в тилу пожежі. Для гасіння пожежі можуть бути застосовані вибухові речовини.

## Пожежна безпека
Пожежна безпека — стан захищеності людини і матеріальних цінностей від пожеж. Забезпечення пожежної безпеки є невід'ємно частиною діяльності держави щодо охорони життя і здоров'я людей, тварин, національного багатства та навколишнього природного середовища. В Україні загальні правові, соціальні та економічні основи забезпечення пожежної безпеки, відносини державних органів, юридичних і фізичних осіб у цій галузі незалежно від виду їх діяльності та форм власності, регулюються Кодексом цивільного захисту України.
Задля підвищення пожежної безпеки і недопущення нещасних випадків, в Україні для всіх підприємств діє норма по отриманню протипожежної декларації [Архівовано 21 червня 2019 у Wayback Machine.], яка є одним з основних документів, що дозволяють здійснювати підприємницьку діяльність.

## Протипожежна профілактика
Докладніше: Протипожежна профілактика
Протипоже́жна профіла́ктика — це комплекс організаційних і технічних заходів, які спрямовано на підтримання безпеки людей, на попередження пожеж, локалізацію їх поширення, а також створення умов для успішного гасіння пожежі. Одне з рішень - використання дронів для відеофіксації пожеж.

## Класифікація приміщень будівель за вибухопожежною та пожежною небезпекою[8]
В основі класифікації лежать порівняльні дані, що визначають ймовірність виникнення пожежі або вибуху залежно від властивостей і стану речовин, що залучені у виробничому процесі.
Категорія за вибухопожежною та пожежною небезпекою будівель або приміщень — це класифікаційна характеристика небезпеки об'єкта, що визначається кількістю і пожежонебезпечними властивостями речовин і матеріалів, які знаходяться, або обертаються там, з урахуванням особливостей технологічних виробничих процесів.
За вибухопожежною і пожежною небезпекою приміщення й будівлі поділяються на 5 категорій: А, Б, В, Г, Д.
| Категорія | Опис |
| --------- | --- |
| А         | Будівлі належать до категорії А, якщо в них задіяні горючі гази, легкозаймисті речовини з температурою спалахування до 28°С, а також такі, що здатні до вибуху і горіння при взаємодії з водою, киснем повітря або один з одним в таких кількостях, що можуть утворювати вибухонебезпечні парогазоповітряні суміші, при займанні яких розвивається тиск вибуху в приміщенні, що перевищує 5кПа. Сюди відносяться склади балонів з стисненим горючим газом, бензосклади, ацетиленові станції, малярні цехи та ін. |
| Б         | Будівлі належать до категорії Б, якщо в них знаходяться горючий пил або волокна, легкозаймисті речовини з температурою спалаху понад 28°С, горючі рідини у такій кількості, що можуть утворювати вибухонебезпечні пилоповітряні або пароповітряні суміші при займанні яких, виникає розрахунковий тиск вибуху, що перевищує 5кПа. Сюди належать насоси станцій, малярні цехи, де є рідини з температурою спалаху від 28°С до 120°С (газ, нафта, скипидар, смола та ін.).                                         |
| В         | Приміщення, будівлі належать до категорії В, якщо в них є горючі гази, горючі і важкогорючі рідини, тверді горючі речовини та матеріали, здатні тільки горіти при взаємодії з водою, киснем повітря або між собою, за умови, що вони не належать до категорії А і Б. Сюди належать паливно-мастильні склади, автогаражі, лісопильні, деревообробні, смолопереробні заводи, склади горючих матеріалів і т.ін. |
| Г         | Приміщення і будівлі належать до категорії Г, якщо в них знаходяться негорючі речовини і матеріали в гарячому, розжареному та розплавленому стані з виділенням променистого тепла, іскор, полум'я, а також горючі гази, рідини та тверді речовини, які спалюються або утилізуються як паливо (газогенераторні станції, котельні, ливарні, термічні цехи, автомобільні гаражі, депо і ін.). |
| Д         | Будівлі належать до категорії Д, якщо в них знаходяться негорючі матеріали у холодному стані. Сюди належать всі будівлі, якщо їх не віднесено до категорії А, Б, В, Г (механоскладальні заводи, цехи холодної обробки металу, компресорні станції, склади металу і т.ін.). |

Будівлі категорії А і Б є вибухопожежонебезпечними, а категорії В, Г, Д тільки пожежонебезпечними.

## В історії
- 1788: Велика кіотська пожежа — найбільша пожежа в історії Кіото, Японія.

## Освіта та навчання з протипожежного захисту
- Львівський державний університет безпеки життєдіяльності

- Навчальний центр Оперативно-рятувальної служби цивільного захисту ДСНС України
- Національний університет цивільного захисту України

- Академія пожежної безпеки імені Героїв Чорнобиля

## Галерея

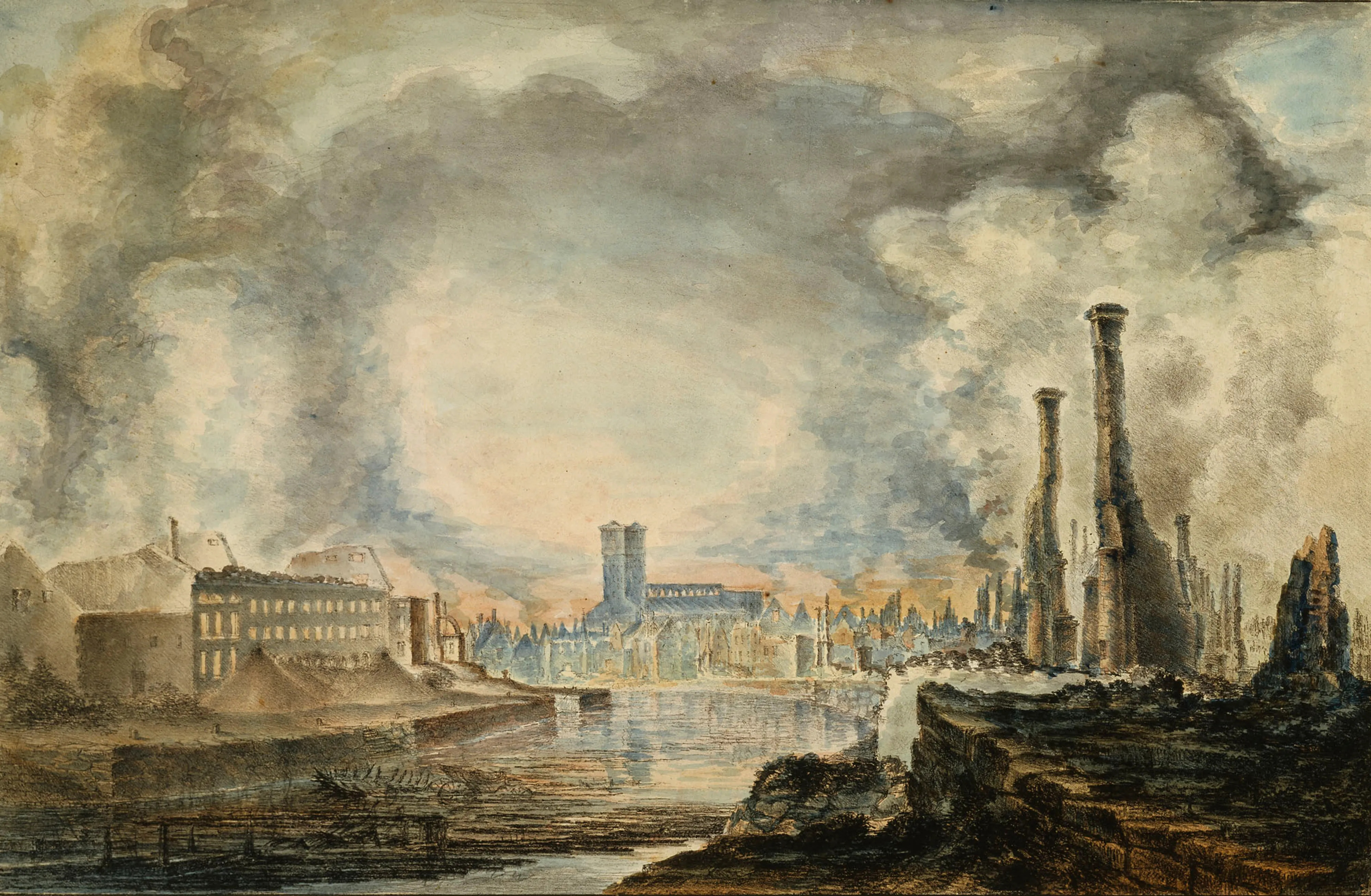
Велика пожежа в Турку в 1827 році
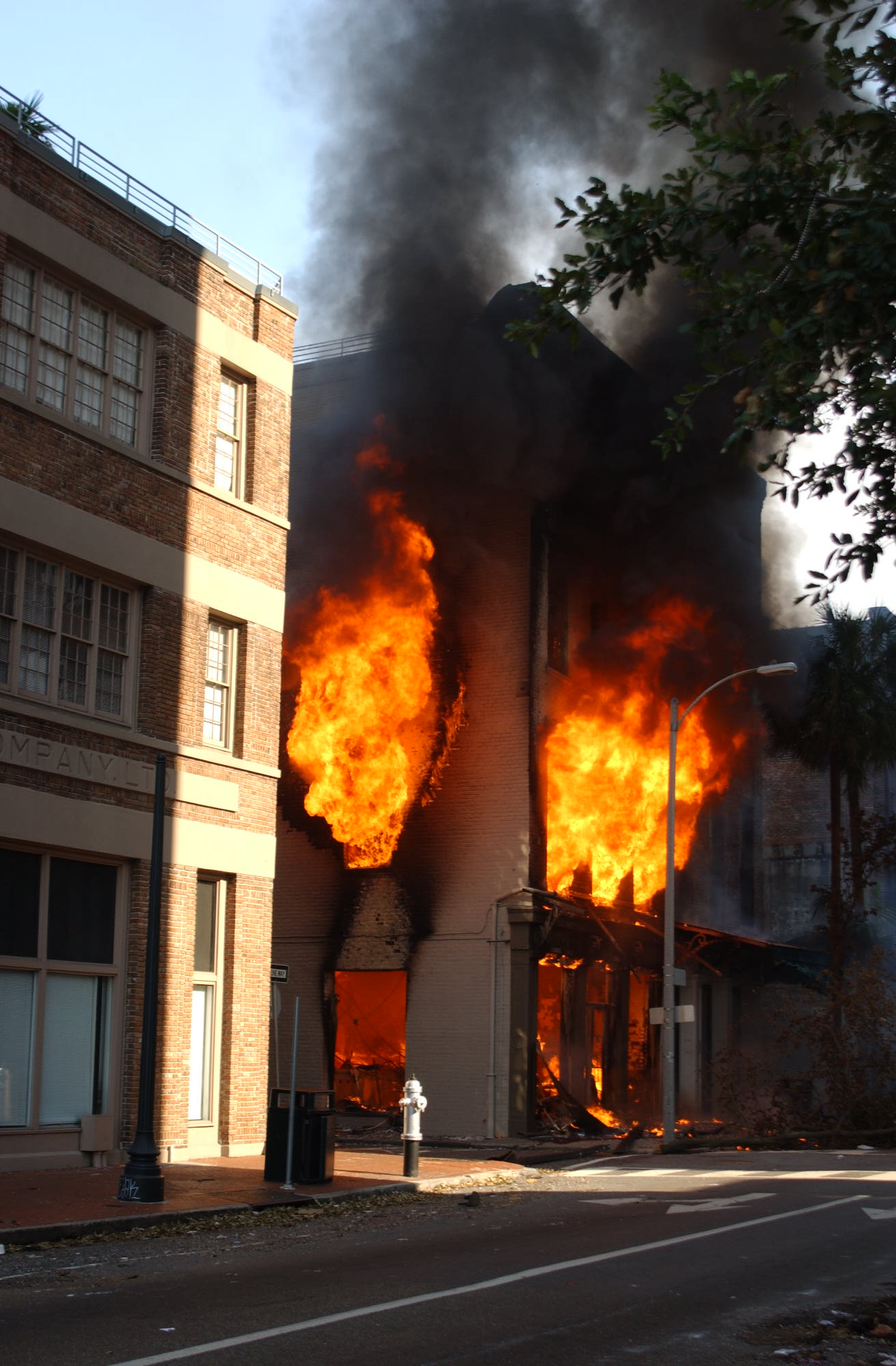
Пожежа в будинку
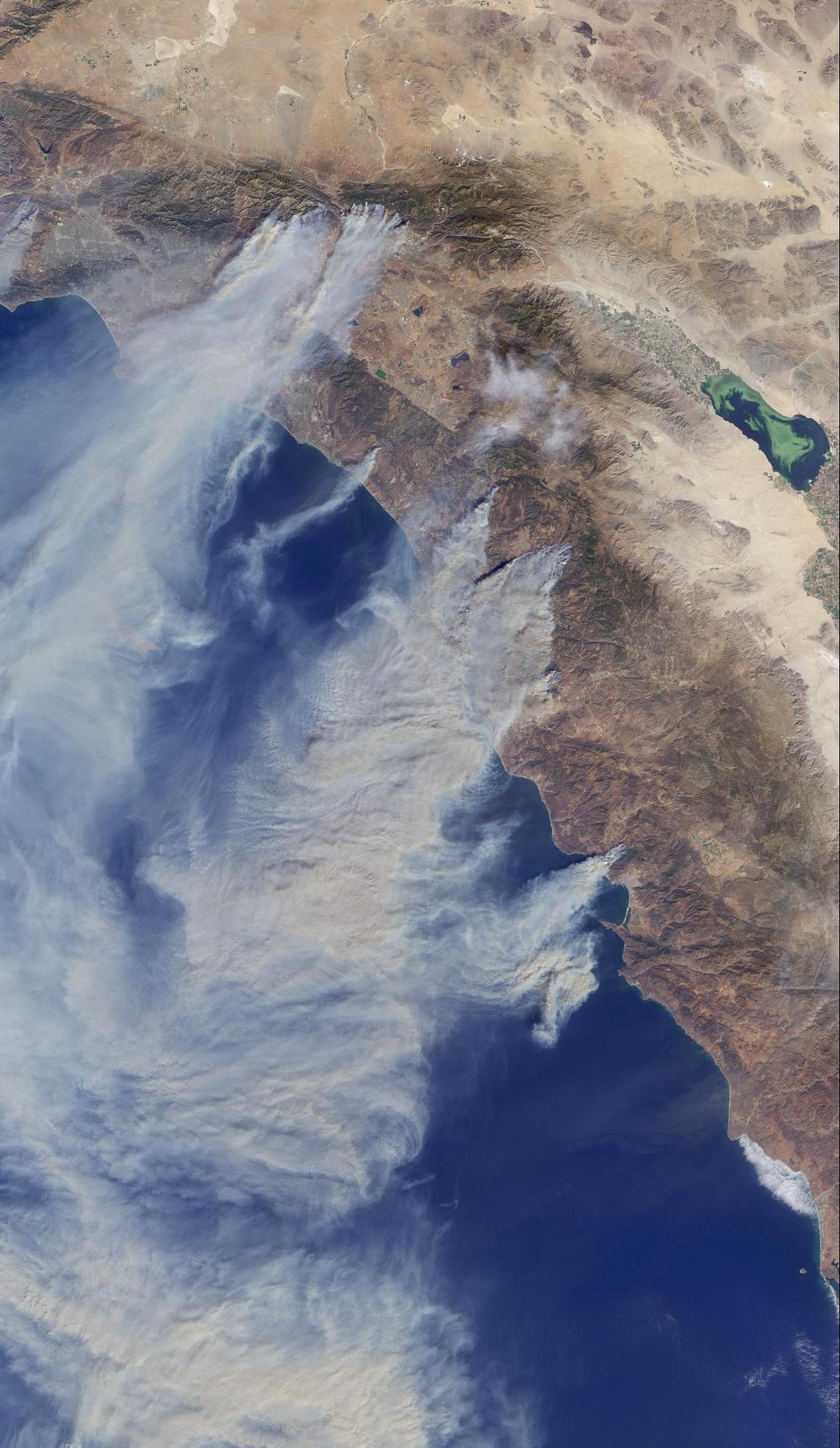
Лісова пожежа. Знімок з космосу
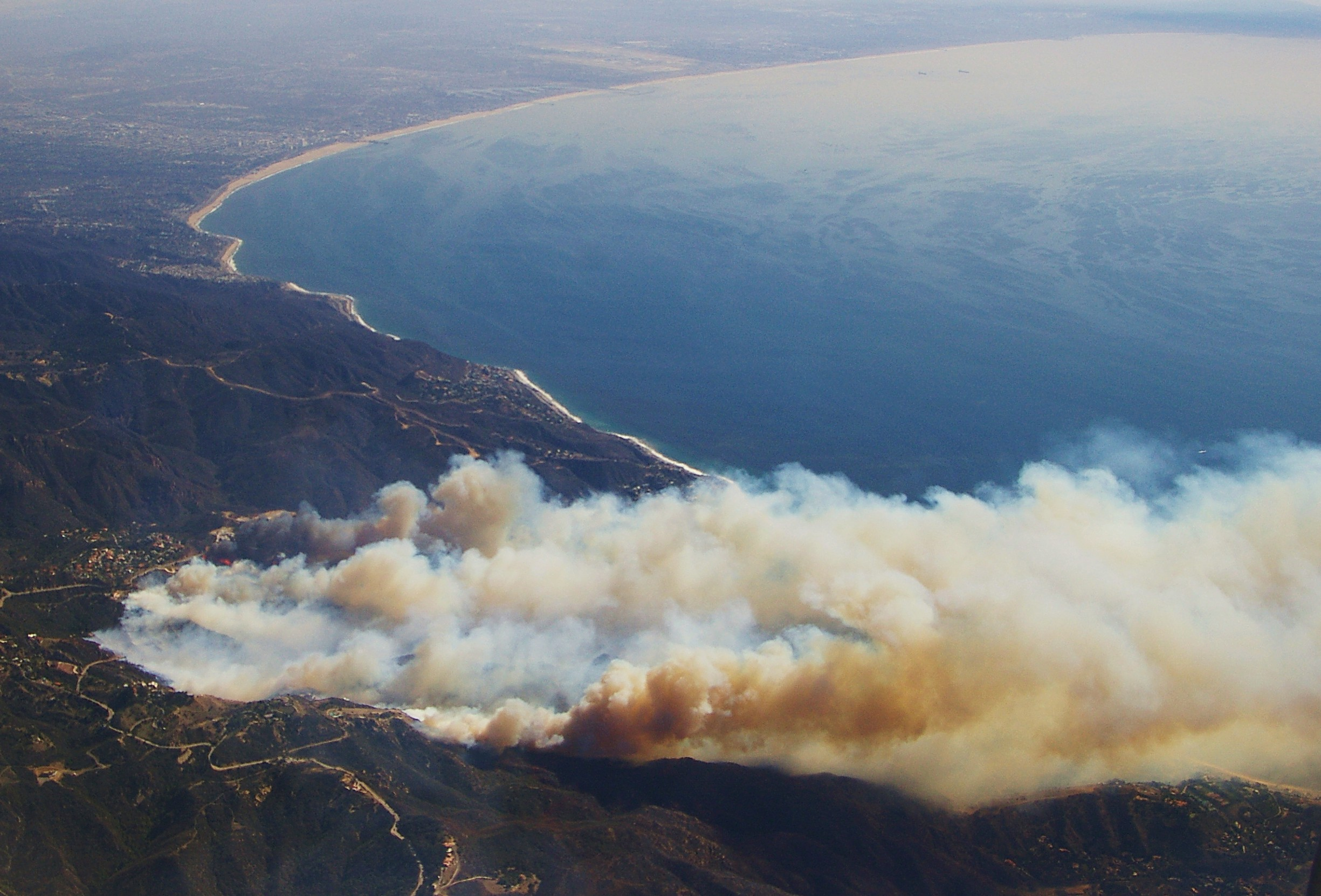
Лісова пожежа
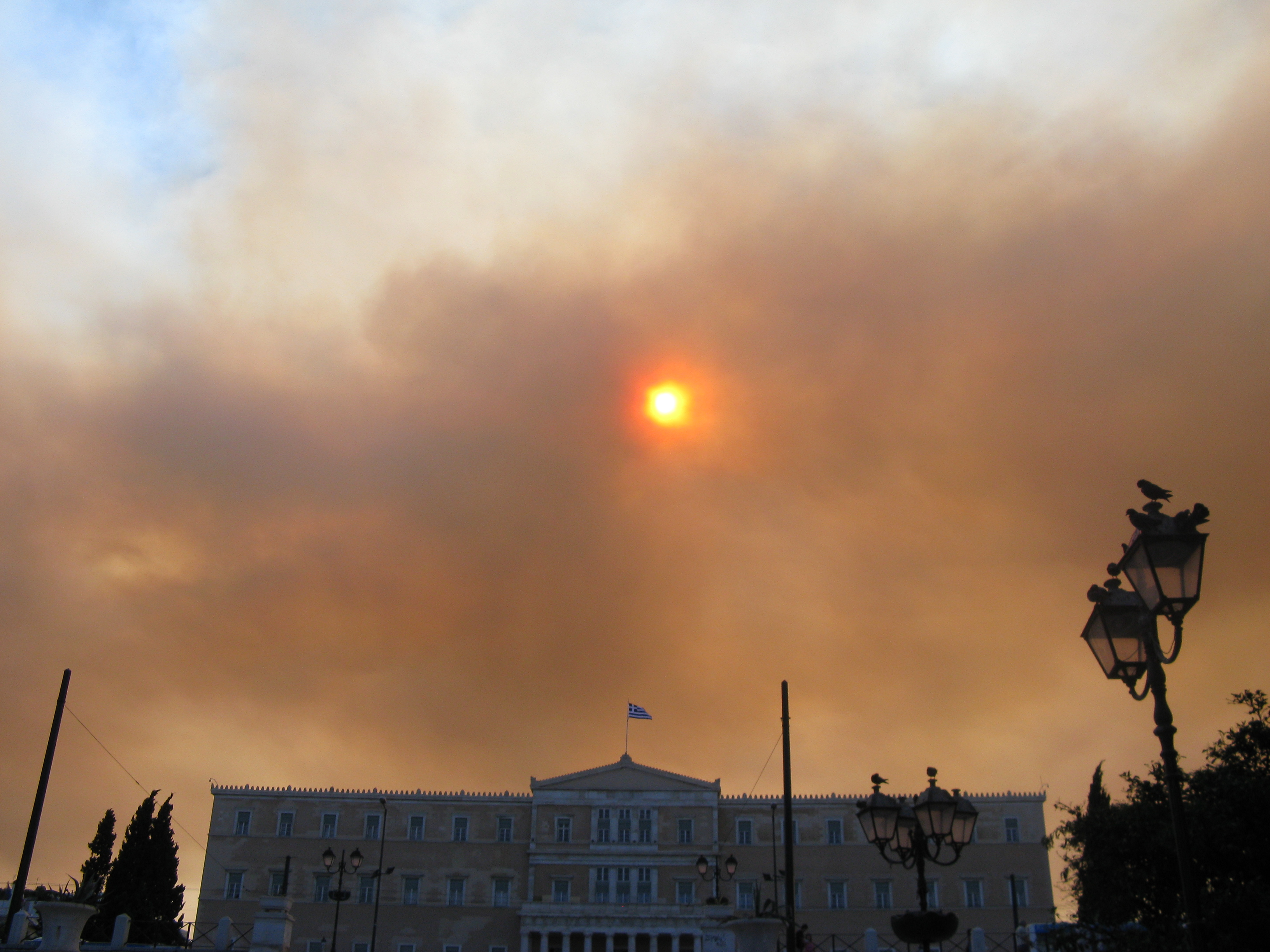
Дим від лісових пожеж, площа Синтагма, Афіни, Греція
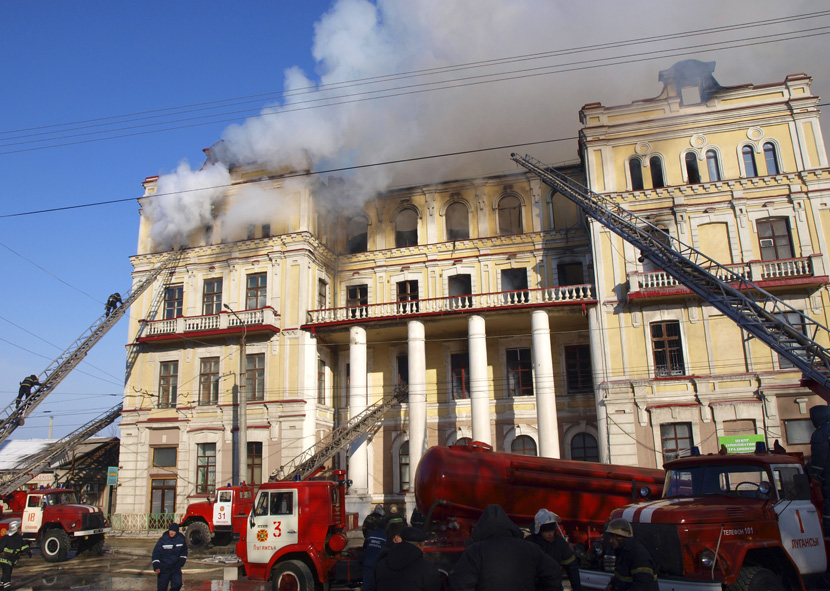
Пожежа у Будинку Васньова (Луганськ), 2011 рік